# Roger Kleivdal
Roger Skogheim Kleivdal (ur. 13 marca 1988) – norweski snowboardzista. Zajął 33. miejsce w halfpipe’ie na igrzyskach olimpijskich w Vanouver. Jego najlepszym wynikiem na mistrzostwach świata w snowboardzie było 10. miejsce w halfpipe’ie na mistrzostwach w Kangwŏn i mistrzostwach w Arosa. Najlepsze wyniki w Pucharze Świata w snowboardzie osiągnął w sezonie 2008/2009, kiedy to zajął 35. miejsce w klasyfikacji generalnej.

## Sukcesy

### Igrzyska olimpijskie
| Miejsce | Dzień     | Rok  | Miejscowość | Konkurencja | Zwycięzca   |
| ------- | --------- | ---- | ----------- | ----------- | ----------- |
| 33.     | 17 lutego | 2010 | Vancouver   | Halfpipe    | Shaun White |

### Mistrzostwa Świata
| Miejsce | Dzień       | Rok  | Miejscowość | Konkurencja | Zwycięzca      |
| ------- | ----------- | ---- | ----------- | ----------- | -------------- |
| 10.     | 20 stycznia | 2007 | Arosa       | Halfpipe    | Mathieu Crepel |
| 10.     | 23 stycznia | 2009 | Kangwŏn     | Halfpipe    | Ryō Aono       |
| 13.     | 24 stycznia | 2009 | Kangwŏn     | Big Air     | Markku Koski   |

### Puchar Świata

#### Miejsca w klasyfikacji generalnej
- 2004/2005 - -
- 2005/2006 - 214.
- 2006/2007 - 70.
- 2007/2008 - 48.
- 2008/2009 - 35.
- 2009/2010 - 62.

#### Miejsca na podium
1. Valmalenco – 14 marca 2010 (Halfpipe) - 2. miejsce